# Aleksej Navalnyj
Aleksej Anatoljevitj Navalnyj (ryska: Алексей Анатольевич Навальный; engelska: Alexei Navalny), född 4 juni 1976 i Butyn i Moskva oblast, död 16 februari 2024 i Charp i Jamalo-Nentsien, var en rysk oppositionsledare, regimkritiker, politisk aktivist och bloggare. Hans blogg och de demonstrationer han organiserade riktade udden mot korruptionen och partiet Enade Ryssland – ett parti han kallade "Tjuvarnas och bedragarnas parti". Från 2021 satt Navalnyj i fängelse och belönades med Sacharovpriset 2021. Människorättsorganisationen Amnesty International menade att han var en samvetsfånge.
Den 11 december 2023 rapporterades Navalnyj försvunnen från sin fängelsecell och hade då inte haft kontakt med sitt team sedan den 5 december. Hans försvinnande skedde i inledningen av presidentvalet i Ryssland 2024. Han syntes dock åter i fängelse i januari 2024. Den 16 februari rapporterade den ryska kriminalvården att Navalnyj hade dött efter att han börjat må dåligt under en promenad.
Efter Navalnyjs död publicerades hans självbiografi "Patriot" i oktober 2024. Boken är även översatt till svenska med samma titel.

## Biografi

### Barndom och utbildning
Aleksej Navalnyj föddes 1976 i Butyn, en militärstad nära Moskva, men tillbringade barndomens somrar hos släktingar i Ukraina. Hans föräldrar är Anatolij Ivanovitj Navalnyij och Ljudmila Ivanovna Navalnaja, född Abrossimova. 1993 flyttade Navalnyj till Moskva för att studera juridik vid Folkets vänskapsuniversitet, där han avlade examen 1998. Han fortsatte sedan sina studier vid Moskvas finansakademi, och avlade 2001 en examen i ekonomi. År 2010 tilldelades han ett stipendium från Yale World Fellows Program och tillbringade sex månader vid Yale University i New Haven, USA.

### Jabloko
År 2000 blev Navalnyj medlem i det liberala partiet Jabloko och blev efter några år den ledande figuren i partiets Moskvadistrikt. År 2007 uteslöts han ur partiet på grund av sitt samröre med nationalistiska grupperingar såsom Nationella ryska befrielserörelsen (Narod), som samarbetade med det numera förbjudna Rörelsen mot illegal invandring (DPNI), och hans stöd till rörelsen Chvatit kormit Kavkaz (”Sluta mata Kaukasus”). Han deltog även i Ryska marschen, en årlig manifestation på högerkanten som använder slagord som ”Ryssland åt ryssarna”. Från 2012 deltog han inte längre i paraden. Navalnyj själv hävdade att han fick lämna partiet eftersom han krävde partiledaren Grigorij Javlinskijs avgång. Navalnyjs nationalistiska tendenser visade sig också i samband med Georgienkriget 2008, då han stod på Rysslands sida. Navalnyj krävde att georgier i Ryssland skulle deporteras och kallade dem för ”gnagare”. Även i Transnistrien stödde han proryska grupper. Efter Krimkrisen sade han i en intervju att han inte skulle lämna över Krimhalvön till Ukraina om han blev president.

### Anti-korruptionsaktivism
Efter Navalnyjs utträde ur Jabloko fokuserade han på att granska korruption i Ryssland. I december 2010 grundade han Rospil, ett projekt med målet att avslöja och anmäla korruption i samband med offentliga upphandlingar. Rospil, som har flera heltidsanställda jurister, finansieras helt genom gräsrotsfinansiering. Genom att bli aktieägare i statliga företag kunde han begära ut dokument för att avslöja korruption i flera statliga bolag. Ett exempel på detta var banken VTB som köpte ett stort antal kinesiska oljeborrningsanläggningar, en händelse som blev mycket omtalad. 
Navalnyj initierade flera onlineprojekt, såsom RosYama (”Ryskt hål”), en webbsida som ger medborgare möjligheten att informera trafikpoliser om farliga grophål. Projektet RosZhKKh hjälper hyresgäster som har svårigheter att få sina hem reparerade. 2011 grundade han Stiftelsen för kampen mot korruption (FBK) för att avslöja storskalig korruption inom den ryska statsapparaten.
Det ryska parlamentsvalet 2011 ledde till storskaliga demonstrationer mot valfusk, där Navalnyj var bland 300 personer som arresterades för att ha organiserat icke tillståndsgivna protester. Efter 15 dagar i fängelse talade han inför cirka 70 000 människor och kallade den dåvarande premiärministern Vladimir Putins parti Enade Ryssland för ”ett parti av skurkar och tjuvar”. Dessa händelser ökade hans popularitet: i april 2011 visste sex procent av ryssarna vem Navalnyj var, en siffra som ett år senare hade ökat till 25 procent. Navalnyj förblev en populär talare på flera protester och uppmärksammades i både rysk och internationell press. I april 2012 utnämndes Navalnyj av den amerikanska tidskriften Time till en av världens 100 mest inflytelserika personer.
2010 anklagades Rospil för att ha använt ryska statssymboler på ett illegalt sätt, och 2011 stämdes Navalnyj av affärsmannen Vladan Stepanov efter att ha publicerat en video där han anklagade Stepanov för bedrägeri. Navalnyj dömdes för förtal och fick betala 100 000 rubel (drygt 11 000 kronor). De följande åren anklagades Navalny flera gånger för bedrägeri, dock utan att dömas. I juli 2013 dömdes Navalny för förskingring då han agerat rådgivare till guvernören i Kirov oblast år 2009. Den 18 juli 2013 dömdes han till fem års fängelse för förskingring, men straffet omvandlades till villkorlig dom. Rysslands högsta domstol skickade tillbaka ärendet för en ny rättegång i Kirov, där han åter dömdes i februari 2017. EU:s utrikeschef Catherine Ashtons talesperson framförde att hon var ”oroad över den fällande domen”.

### Politisk aktivitet från 2013
Navalnyj ställde upp i borgmästarvalet i Moskva 2013, där han fick 27 procent av rösterna och därmed kom tvåa efter den sittande borgmästaren, Enade Rysslands Sergej Sobjanin. I Washington Post förklarade Will Englund Navalnyjs popularitet med hans kamp mot korruption, men även med hans kritiska inställning mot arbetskraftsinvandring, som enligt Englund har ett starkt stöd bland Moskvaborna. Navalnyj tillkännagav i december 2016 sin avsikt att kandidera i presidentvalet i Ryssland 2018. Han öppnade ett kampanjkontor i Sankt Petersburg, där han bland annat samlade in namnunderskrifter till stöd för sin kampanj; förskingringsdomen mot honom innebar dock att han inte tilläts kandidera.
Navalnyj arrangerade den 26 mars 2017 en demonstration i Moskva där tiotusentals människor slöt upp; över 1 000 personer greps, däribland Navalnyj. Många som deltog var minderåriga. Demonstrationerna beskrevs som de största missnöjesyttringarna mot den ryska politiska ledningen på många år, och många av demonstranterna skanderade krav på ett Ryssland utan president Vladimir Putin. 
Navalnyj greps av polis den 12 juni 2017 inför antikorruptionsdemonstrationer i Moskva och dömdes till en månads fängelse för att ha organiserat olovliga sammankomster då demonstrationen saknade tillstånd. Stadens myndigheter hade gett klartecken till demonstrationen på Sacharovgatan; Navalnyj manade mindre än ett dygn innan att demonstrationen istället skulle inledas på Tverskajagatan vid Kreml, som redan var upptagen av en historisk festival som del av firandet av Rysslands dag. Några tusen demonstranter samlades i stället vid Pusjkintorget i centrala Moskva, där polisen grep minst 825 personer. Demonstrationer mot korruption hölls i omkring 180 ryska städer över hela Ryssland. Störst var anslutningen i Novosibirsk, där runt 3 000 människor hade samlats. Mindre protestaktioner rapporterades från flera städer, från ryska Fjärran Östern till Sankt Petersburg, där runt 1 000 människor hade samlats och omkring 500 greps. Totalt greps 1 000 personer runt om i Ryssland.

### Förgiftning
Den 20 augusti 2020 fördes Navalnyj till sjukhus efter att ha förgiftats med nervgiftet novitjok på en flygresa från Tomsk till Moskva. Giftattacken tros ha varit politiskt motiverad. Navalnyj överlevde attacken. Rysslands regering förnekade statlig inblandning i attacken. EU och Nato krävde att Ryssland skulle gå med på en oberoende internationell utredning av fallet, men detta avvisades av Putin-regimen. Den 22 augusti 2020 fördes Navalnyj till Tyskland i ett ambulansflygplan, och vårdades på ett sjukhus i Berlin. Efter att ha genomgått rehabilitering i Tyskland återvände han till Ryssland i januari 2021.

### Återkomst till Ryssland
Navalnyj greps av rysk polis på Domodedovos internationella flygplats utanför Moskva den 17 januari 2021 efter att ha återvänt från Tyskland. Den 2 februari 2021 dömdes Navalnyj till tre och ett halvt års fängelse av en domstol i Moskva. Därutöver dömdes han den 22 mars 2022 till nio års fängelse för förskingring och domstolstrots. Den 4 augusti 2023 dömdes Navalnyj till ytterligare 19 års fängelse för bland annat hets till extremistisk verksamhet.

### Försvinnande och död

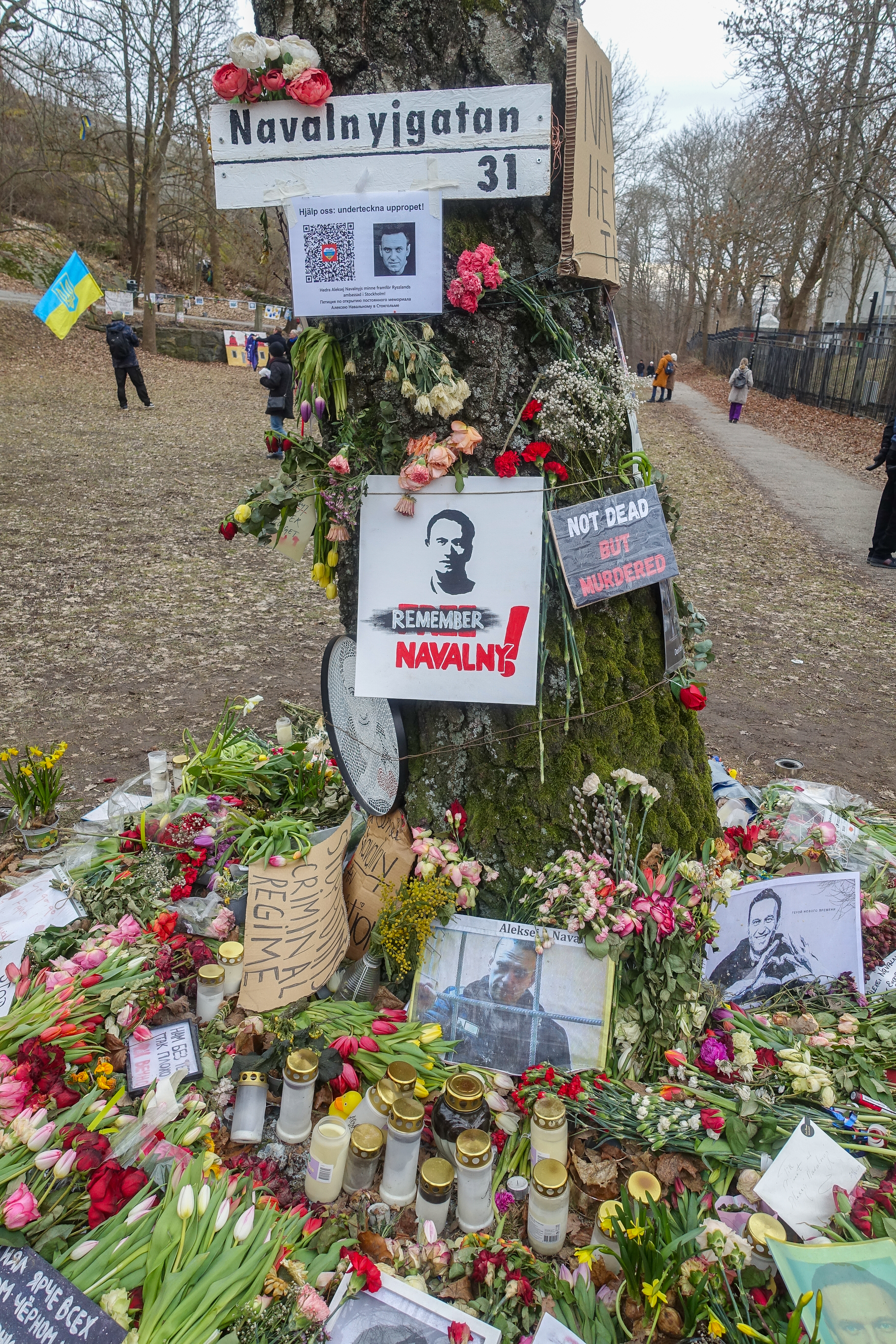
Kondoleanser för Aleksej Navalnyj utanför Rysslands ambassad i Stockholm i mars 2024.

Den 11 december 2023 rapporterades Navalnyj försvunnen från sin fängelsecell; han hade då inte haft kontakt med sitt team sedan den 5 december. Hans försvinnande skedde samtidigt med starten på presidentvalet i Ryssland 2024. Han syntes dock åter i fängelse i januari 2024. Den 16 februari rapporterade den ryska kriminalvården att Navalnyj hade avlidit efter att han skulle ha varit illamående och blivit medvetslös under en promenad.

## Politiska positioner
Navalnyj var ledare för oppositionspartiet "Russia of the Future" och initierade "Anti-Corruption Foundation". Han fick större uppmärksamhet när han avslöjade oegentligheter inom den ryska politiken och statsägda företag. Han kallade Putins parti Enade Ryssland för "skurkarnas och tjuvarnas" parti. Navalnyj greps flera gånger och var föremål för undersökningar; enligt Navalnyj själv var gärningarna mot honom politiskt motiverade.
Navalnyj anklagades från flera håll för att ha nationalistiska tendenser. Under sin tid i det liberala partiet Jabloko (1999–2007) betonade han ett mer nationalistiskt budskap vilket ledde till en konflikt med partiledningen och så småningom uteslöts han från partiet på grund av kontroversiella kommentarer om invandring och på grund av deltagandet i Ryska marschen, en demonstration som samlar Putinmotståndare och där även högerextremister ingår. Han krävde flera gånger att illegala invandrare borde deporteras och under 2011 års upplaga av Ryska marschen kallade han illegal invandring för ett problem, en position som han bekräftade i en intervju från januari 2013. Engelina Tareyeva, som arbetade tillsammans med Navalnyj under hans tid i Jabloko, kallade honom för "Rysslands farligaste man". Navalnyj själv avvisade Tarayevas anklagelser och menade att en diskussion kring etnicitet inte behöver leda till nynazism. Per Leander och Aleksej Sachin har kallat Navalnyj för högerpopulist och såg likheter mellan Navalnys krav på visumtvång för arbetskraftsinvandrare och Donald Trumps planer på att bygga en mur mot Mexiko. Navalnyj var med i en reklamfilm för ”Den nationella ryska befrielserörelsen” där han pratade om att skjuta skadedjur samtidigt som bilder på människor från Kaukasus visades. I en intervju med The Guardian från 2017 sade Navalnyj att han inte ångrade att han gjorde dessa videoklipp. Rysslands övertagande av Krimhalvön 2014 kommenterade han med orden "Krim är vårt".
Navalnyj uttalade stöd för samkönade äktenskap. Han kritiserade Putins antihomolag och sade 2017 att ”Det finns inget sådant som homosexuell propaganda. Det uppfanns för att skapa en fiende som distraherar från andra problem i samhället.” 
Navalnyj stöttade Greta Thunberg och har tillgängnat henne ett avsnitt på sin Youtubekanal. Han var en av få ryska politiker, som uttalat stöd för Black Lives Matters protester mot rasism.
Flera ryska bedömare har beskrevit Navalnyj politiska program kring 2020-talet som vänsterliberalt eller vänsterpopulistiskt. 

## Privatliv
Navalnyj var gift med Julija Navalnaja (född Abrosimova) från 2000 och fram till sin död 2024. Paret fick två barn.